# Ти си тако немртав (филм)
Ти си тако немртав (енгл. You Are So Undead) је канадски кратки петоминутни хорор филм.

## Улоге
| Глумац             | Улога         |
| ------------------ | ------------- |
| Меган Рат          | Мери Маргарет |
| Ерин Агостино      | Jo            |
| Елеонора Ламоте    | Нели          |
| Каниетијо Хорн     | Челса         |
| Кристина Броколини | Ариел         |